# Адміністративний суд (Україна)
Адміністративний суд (також суд адміністративної юрисдикції) — орган судової влади, уповноважений здійснювати правосуддя в адміністративних справах, шляхом вирішення справ адміністративної юрисдикції (публічно-правових спорів).

## Історичний аспект
В Україні спеціалізовані адміністративні суди створено після набрання чинності Кодексом адміністративного судочинства України від 06 липня 2005 р. (набрав чинності з 1 вересня 2005 р.). До цього часу адміністративні справи вирішувалися районними (міськими, міськрайонними) судами, в порядку провадження у справах, що виникають з адміністративних правовідносин, відповідно до Цивільного процесуального кодексу України (Української РСР) від 18 липня 1963 р.
Суттєві зміни до сучасної системи адміністративних судів України було внесено Законами України «Про судоустрій і статус суддів» №1402-VIII від 02 червня 2016 р. та від 3 жовтня 2017 року № 2147 — VIII «Про внесення змін до Господарського процесуального кодексу України, Цивільного процесуального кодексу України, Кодексу адміністративного судочинства України та інших законодавчих актів».

## Сучасний стан
Сучасну систему адміністративних судів України сформовано відповідно до Указів Президента України від 16 листопада 2004 року № 1417/2004 «Про утворення місцевих та апеляційних адміністративних судів, затвердження їх мережі та кількісного складу суддів», від 16 травня 2007 року № 417 /2007 «Про кількісний склад суддів адміністративних судів» та від 16 жовтня 2008 року № 941/2008 «Про вдосконалення мережі адміністративних судів».

## Законодавчі принципи
Згідно з вказаними нормативно-правовими актами, мережу адміністративних судів утворюють окружні адміністративні суди в Автономній республіці Крим, областях, містах Києві та Севастополі (діють як місцеві адміністративні суди / суди першої інстанції), апеляційні адміністративні суди (діють в апеляційних округах, яких на сьогодні вісім). Вищу судову інстанцію в системі адміністративних судів — Вищий адміністративний суд України (ВАСУ) — було створено ще 2002 р. Указом Президента України від 1 жовтня 2002 р. № 889/2002 «Про Апеляційний суд України, Касаційний суд України та Вищий адміністративний суд України»; однак розгляд адміністративних справ ВАСУ почав лише 1 вересня 2005 р. Вищий адміністративний суд України діяв як суд касаційної інстанції, а в деяких категоріях справ, визначених Кодексом адміністративного судочинства України, як суд першої інстанції. Законом «Про судоустрій і статус суддів» №1402-VIII від 02.06.2016 р. Вищий адміністративний суд України було перетворено на Касаційний адміністративний суд у складі Верховного суду; обсяг компетенції і повноваження цього суду було визначено по-новому.
Адміністративні справи з приводу рішень, дій чи бездіяльності суб’єктів владних повноважень у справах про притягнення до адміністративної відповідальності розглядають місцеві загальні суди як адміністративні суди (тобто це загальні окружні суди, згідно з визначеною мережею, а до створення окружних судів —  відповідні районні, міські, міськрайонні), які при розгляді справ даної категорії здійснюють судовий розгляд за правилами Кодексу адміністративного судочинства України (див. ст. ст. 20,  286 КАС України). Місцевим загальним судам як адміністративним судам підсудні і інші категорії справ адміністративної юрисдикції відповідно до положень ч. 1 ст. 20 КАСУ.
Законом України № 2257-IX від 12.05.2022 (Про внесення змін до деяких законодавчих актів України щодо підвищення ефективності санкцій, пов’язаних з активами окремих осіб) до системи адміністративних судів України включено і Вищий антикорупційний суд, якому підсудні справи про застосування санкції, передбаченої пунктом 1¹ частини першої статті 4 Закону України "Про санкції" (ч. 1 ст. 20 КАСУ).
Нормативну основу правового статусу і діяльності адміністративних судів становлять Конституція України, Закон України «Про судоустрій і статус суддів», Кодекс адміністративного судочинства України та прийняті на їх виконання підзаконні нормативно-правові акти.
Кількісний склад суддів в адміністративних судах України затверджено відповідним наказом Державної судової адміністрації України (із змінами та допоповненнями; відповідно до наказу ДСА України від 8 серпня 2017 року № 841 "Про визначення кількості суддів в адміністративних судах України" загальна кількість суддів має становити 853 особи, з яких: 588 суддів працюватимуть в окружних адміністративних судах, а 265 — в апеляційних адміністративних судах).